# Yo, Carumbus
«Yo, Carumbus» —título original: «I, Carumbus»— es el segundo episodio de la trigésimo segunda temporada de la comedia animada estadounidense Los Simpson, y el episodio 686 en general. Se emitió en los Estados Unidos por Fox el 4 de octubre de 2020. El episodio fue dirigido por Rob Oliver, y escrito por Cesar Mazariegos.
Michael Palin y Joe Mantegna, aparecen en el episodio como curador del museo y Gordus Antonius, respectivamente. El episodio presenta a la familia Simpson aprendiendo sobre la antigua Roma. Recibió críticas generalmente positivas de los críticos y 1,51 millones de espectadores lo vieron en vivo en los Estados Unidos.

## Trama
Mientras la familia Simpson visita una exhibición en un museo sobre la Antigua Roma, Marge regaña a un aburrido Homer por su falta de ambición cuando admite que elude las oportunidades de ascenso. El curador escucha la disputa y comienza a contar la historia de Obeseus the Wide (interpretado por Homer), el hijo de un granjero pobre.
Mientras que los años de trabajo hacen que Obeseus sea fuerte, su padre Abus (interpretado por el abuelo Simpson) lo vende al esclavista Gordus Antonius (interpretado por Fat Tony) que pone a Obeseus en los pozos de lucha de gladiadores. Aquí Obeseus llama la atención de la hija de su amo, Marjora (interpretada por Marge), que se queda embarazada de él. Cuando su padre exige que la esclava que embarazó a su hija se revele, Obeseus es liberado de la esclavitud para casarse con ella y le regala a sus antiguos amigos esclavos.
Obeseus dirige un negocio de limpieza de ropa durante años, que finalmente se derrumba debido a su propia indolencia. Cuando el ambicioso Marjora le dice que se ponga manos a la obra, los amigos esclavos de Obeseus sugieren recolectar amoníaco colocando ollas cerca de los establecimientos de bebidas. Obeseus gana fama, solo para que Marjora empuje a su esposo a unirse al senado para elevar aún más su estatus. La solicitud de Obeseus es rechazada por el emperador Quimbus (interpretado por el alcalde Quimby), pero su hijo políticamente adoptado, el senador Montimus (interpretado por el Sr. Burns) le ofrece a Obeseus un puesto en el senado si asesina a Quimbus.
Durante la próxima década su estatus crece más, pero Marjora quiere más poder e instiga el asesinato del emperador Montimus para poner a su propio hijo Bartigula (interpretado por Bart) en el trono. Bartigula se vuelve loco de poder y se declara dios, pero un ahora corpulento Obeseus desafía a su hijo. La lucha que sigue resulta en sus muertes, horrorizando a Marjora hasta el punto del suicidio.
Mientras los Simpson de la vida real discuten sobre la moraleja del cuento, el curador se lamenta de permitir que gente estúpida ingrese a los museos.
Durante los créditos, los dioses griegos observan la discusión mientras Zeus afirma que esto no durará para siempre.

## Producción
Los carteles promocionales del episodio se lanzaron el 30 de septiembre de 2020. El 25 de julio de 2020, se anunció durante el panel de la serie en la Convención Internacional de Cómics de San Diego que Michael Palin sería el actor invitado durante la temporada, más tarde se reveló que su aparición tendría lugar en este episodio y que interpretaría al Curador del Museo. Aunque no se anunció oficialmente, aparte de los carteles promocionales, Joe Mantegna también aparece en el episodio como Gordus Antonius (Fat Tony).
Michael Palin habló positivamente de su experiencia trabajando en el episodio, diciendo que fue «encantador» que le preguntaran y que esperaba ver cómo se veía su personaje después de su grabación. «Que me pidan que haga una especie de aparición especial en Los Simpson es muy parecido a ir al Palacio de Buckingham, ¡excepto que no es tan divertido!» Palin fue citado para decir, refiriéndose a sí mismo como caballero el año anterior. «Todo se hace de manera muy rápida, eficiente y estás metido en el programa».

## Recepción

### Audiencia
En Estados Unidos, el episodio fue visto en vivo por 1,51 millones de espectadores.

### Respuesta de la crítica
Tony Sokol con Den of Geek, dijo: «Es uno de los muchos episodios que se volverán más divertidos al verlos repetidamente. No producirá más risas, pero las referencias parecerán más ingeniosas. Hay demasiado respeto y consideración por las locuras de la historia que la mayoría de episodios como este» y le dio al episodio 3 y la mitad de 5 estrellas.
Jesse Bereta de Bubbleblabber calificó el episodio con un 9 sobre 10. Calificó el episodio de «ambicioso, impresionante y entretenido». Pensó que la serie fue capaz de reimaginar con éxito Springfield como el Imperio Romano, y que se necesitarían varios visionados para captar todos los chistes.

### Premios y nominaciones
El guionista César Mazariegos fue nominado al premio Writers Guild of America de Televisión: Animación por este episodio en la 73ª edición de los Writers Guild of America.